# 日本バレエ協会
公益社団法人日本バレエ協会（にほんバレエきょうかい）は、日本国内におけるバレエの普及・振興を目的とする公益社団法人。バレエを職能とする者、若しくは将来バレエを職能としようとする者を会員として昭和33年（1958年）に結成された。主務官庁は内閣府で、東京を本部として全国地方別に13支部を置いている。会員数約2,600名。日本芸能実演家団体協議会加盟。

## 沿革
大正・昭和の戦時期において一時途絶した日本のバレエは戦後すぐに復活したものの、東京バレエ団の解散以降、独立独歩の小カンパニー乱立状態が出現した。しかしながら歴史的バックボーンを持たず、また本場の優秀指導者に導かれることなく、どちらかと言えば自己流で育ってきた日本バレエの実力は欧米各国のそれに比し著しく稚拙である事は否めなかった。殊に戦後の相次ぐ欧米バレエ団の来日公演でそれを痛感させられることとなり、個々のカンパニーや個人が個別にバレエ技術や公演実施のノウハウの習得に努めても欧米の実力レベルに達するには膨大な年月を要するとの認識が関係者の間に広がった。そこで連合してこれに対処するために、東勇作、貝谷八百子、小牧正英、島田廣、橘秋子、谷桃子、服部智恵子、松山樹子、横山はるひ等、戦前・戦後まもなくのバレエ界を牽引してきた関係者を設立発起人に結成されたのが日本バレエ協会である。
元々欧米、特にヨーロッパ諸国においてバレエは国家文化的芸能として保護・育成されてきたが、当時の日本には国公立のバレエ学校・バレエ団が存在せず、ダンサーの育成は市井の民間教習場に依存していた。またカンパニーによる公演活動は殆ど身銭を切って行わなければならなかった。日本バレエ協会はこのような時代において、ダンサーには踊る舞台を、振付家には作品発表の場を提供し、その育成に努めてきた。
また昭和期において日本のバレエは極端な首都圏集中型にあったが、それを是正すべく全国各地におけるバレエ振興・育成に力を入れ、地方都市からの優秀な人材輩出に貢献してきている。
- 1957年 - （昭和32年）設立発起人記者会見
- 1958年 - （昭和33年）日本バレエ協会設立総会
- 1974年 - （昭和49年）社団法人化
- 1977年 - （昭和52年）関西支部設立
- 1978年 - （昭和53年）四国・北海道・中部・東北支部設立
- 1981年 - （昭和56年）北陸・甲信越支部設立
- 1982年 - （昭和57年）九州南・沖縄・九州北・中国・山陰・関東支部設立
- 2011年 - （平成23年）公益法人制度改革に伴い、公益社団法人に移行

## 歴代会長
- 初代 -　服部智恵子
- 2代 -　島田 廣
- 3代 -　谷 桃子
- 4代 -　薄井憲二
- 現　-　岡本佳津子

## 組織
- 北海道支部
- 東北支部
- 甲信越支部
- 北陸支部
- 関東支部
- 中部支部
- 関西支部
- 四国支部
- 中国支部
- 山陰支部
- 九州北支部
- 九州南支部
- 沖縄支部

## 人材育成を目的とする事業
- バレエ・フェスティバル　-Ballet クレアシオン
  - 振付家に作品発表の場を提供する事でその育成を図る事を趣旨とした公演事業
- 全国合同バレエの夕べ
  - 全国各地でバレエを学ぶ青少年、活動中の振付家にオーケストラ付きの本格的公演の場を提供する事を趣旨とした公演事業
- JBAヤング・バレエ・フェスティバル
  - 全日本バレエ・コンクール上位入賞者など有望な若手ダンサーに本格的公演出演の機会を提供する事を趣旨とした公演事業
- 全日本バレエ・コンクール
  - 全国より優秀な人材を発掘し、その将来への道を拓く事を目的とした事業
- アジア・パシフィック国際バレエ・コンクール
  - 環太平洋諸国より優秀な人材を発掘し、その将来への道を拓く事を目的とした事業
- サマー・コース
  - 内外の優秀指導者を招聘しての合宿制短期集中型夏季技能講習会
- ウインター・コース
  - 海外の優秀指導者を招聘しての地方都市巡回冬季技能講習会
- こどもバレエ・クリスマス
  - 各地のバレエ教室で学ぶ青少年によるクリスマス時期の合同発表会

## 公演事業
- 都民芸術フェスティバル参加公演
  - 東京都民が良質のバレエ作品を低価格で鑑賞できる事を趣旨とした公演

## 顕彰事業
- 服部智恵子賞
  - 年間に於いて最も優秀な業績を残した日本人ダンサーに対する顕彰
- 舞踊功労賞
  - バレエの振興・発展に功労のあった舞踊関係者に対する顕彰
- 指導者特別賞
  - バレエの振興・発展に功労のあった指導者に対する顕彰